# Orgelsonaten (Rheinberger)

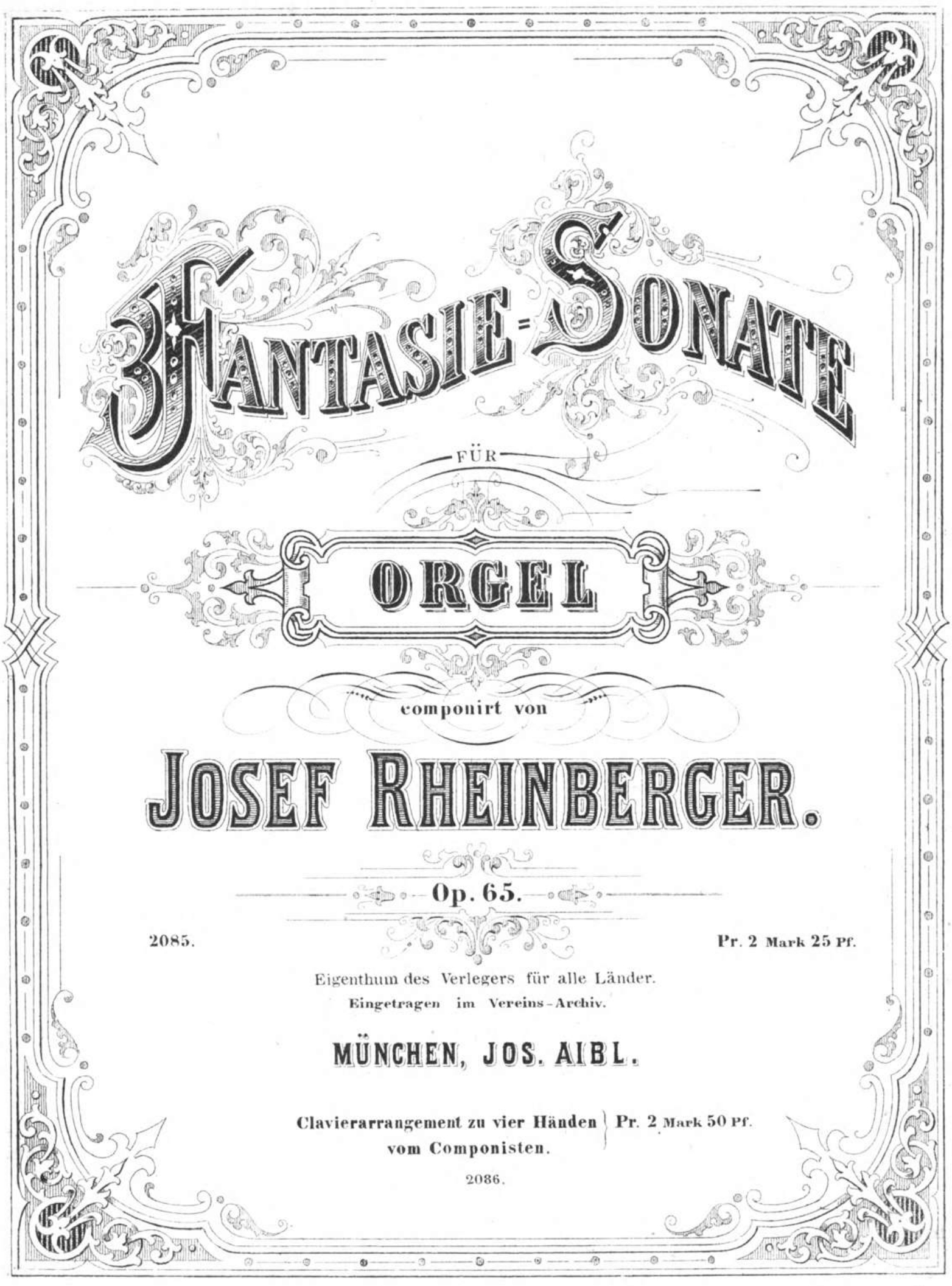
Erstdruck von Rheinbergers Orgelsonate Nr. 2 op. 65 bei Josef Aibl, München 1873

Die 20 Orgelsonaten von Josef Gabriel Rheinberger (1839–1901) entstanden im Lauf mehrerer Jahrzehnte. Sie bilden eine unvollständig gebliebene Werkgruppe, die auf 24 Sonaten in allen Dur- und Molltonarten angelegt war. Die Sonaten gehören zu Rheinbergers bekanntesten Stücken und sind sein gewichtigster Beitrag zum Orgelrepertoire.

## Formen und Stilistik
Rheinbergers Orgelsonaten sind drei- oder viersätzig. Sie weisen sehr viele unterschiedliche Formen und Satztypen auf. Dazu gehören z. B. Sonatensatzform, Fantasie, Präludium, Toccata, Passacaglia oder Scherzo. In 13 Sonaten ist der Schlusssatz eine Fuge. Viele langsame Sätze sind Charakterstücke, betitelt z. B. als Intermezzo, Romanze usw.
Nach Martin Weyer entwickeln sich die Sonaten Rheinbergers „vom Typ des ‚Präludium und Fuge mit eingeschobenem Intermezzo‘ zu orgeleigenen Großformen, die nicht selten sinfonische Dimensionen erreichten“ und sind darin den Sonaten von Alexandre Guilmant vergleichbar. Von der 5. Sonate an „hätte er auch von ‚Orgelsinfonien‘ sprechen dürfen wie seine französischen Kollegen.“
Zwei Sonaten verwenden liturgische Psalmtöne als Thema, aber nicht in Verbindung mit bestimmten Texten. In keinem einzigen Fall werden Choralmelodien verwendet wie in Mendelssohns Orgelsonaten. Rheinberger verstand seine Sonaten und überhaupt seine Orgelmusik nicht als Kirchenmusik und verwendete die Orgel als Konzertinstrument.
Mehrmals wurden die Sonaten nach stilistischen Merkmalen verschiedenen Schaffensphasen zugeordnet. Dabei ist allgemein von drei Schaffensphasen die Rede, deren Abgrenzung jedoch nicht jeder Autor gleich vornimmt:
- Martin Weyer nennt die Sonaten 1–4 als erste Gruppe. Sie haben drei Sätze, wobei für Weyer der Mittelsatz als „Stimmungsmusik“ nicht die Qualität der Ecksätze erreicht. Die Eröffnungssätze folgen verschiedenen klassischen Formen, alle Schlusssätze sind Fugen. Zur zweiten Phase gehören die Sonaten 5–17 mit überwiegend vier größer dimensionierten Sätzen (auch als dreisätzige Sonaten, die einen Doppelsatz wie „Phantasie und Fuge“ nur einmal zählen). Die Mittelsätze erreichen die Qualität der Ecksätze, einige der langsamen Sätze wie die Cantilene aus der 11. Sonate erreichten eine große Popularität. Die scherzoähnlichen Sätze übertragen den Scherzotyp Beethovens auf die Orgel und zeigen dabei eine von Rheinberger ansonsten vermiedene orchestrale Satzweise mit sprunghafter Melodik, vollgriffig-akkordischen Mittelstimmen und häufigem Staccato der Pedalstimme. Die dritte Gruppe bilden die letzten drei Sonaten 18–20, mit einem kompakteren und pianistischeren Satz mit häufigen Verdoppelungen. Diese weniger polyphone Kompositionsweise sieht Weyer in Zusammenhang mit der Grundtönigkeit spätromantischer Instrumente und der Leichtgängigkeit pneumatischer Trakturen. Die Fugenform kommt in dieser letzten Gruppe nicht mehr vor, Ausgangspunkt der Finali bildet jetzt die Sonatensatzform.[4]
- Gerhard Blum und Hermann J. Busch erwähnen ebenfalls, dass sich nach den Traditionsbezügen der ersten vier Sonaten bereits die Sonaten 5–8 dem sinfonischen Denken annähern. Dennoch setzen sie den Beginn der mittleren Phase erst mit der 9. Sonate an; die Sonaten 9–15, in jährlichem Rhythmus komponiert, seien von viel größerem Umfang als die früheren Werke; der innere Gehalt entspreche jedoch, abgesehen von interessanten Einzelsätzen, diesem Umfang nicht immer. Die Harmonik sei konventionell, die Melodik tendiere zum Formelhaften. Die Sonaten 16–20 der dritten Phase, von den früheren Werken getrennt durch das für Rheinberger einschneidende Erlebnis des Todes seiner Frau, seien geprägt durch eine Abkehr vom Pathos und einen abgeklärten Spätstil.[5]

## Übersicht
| Nr. | Tonart   | Opuszahl | Satzbezeichnungen (bei Sätzen ohne Titel: Tempobezeichnung)             | Entstehungsjahr | Bemerkungen |
| --- | -------- | -------- | ----------------------------------------------------------------------- | --------------- | --- |
| 1.  | c-Moll   | op. 27   | 1. Präludium 2. Andante 3. Finale. Fuge                                 | 1868            | gewidmet „Seinem Freunde Prof. Dr. J. G. Herzog“; Johann Georg Herzog war 1851–1854 Rheinbergers Orgellehrer am Münchener Konservatorium. |
| 2.  | As-Dur   | op. 65   | 1. (Grave – Allegro) 2. Adagio espressivo 3. Finale. Fuga               | 1871            | „Fantasie-Sonate“ |
| 3.  | G-Dur    | op. 88   | 1. Pastorale 2. Intermezzo 3. Fuge                                      | 1875            | „Pastoral-Sonate“. Gewidmet Sebastian Pöhly (1808–1889), dem ersten Lehrer Rheinbergers in Vaduz. Der 1. Satz verwendet den 8. Psalmton als Thema, der 3. Satz greift ihn als zweites Fugenthema wieder auf. Ab der 3. Sonate fertigte Rheinberger von allen Sonaten Fassungen für Klavier vierhändig an. |
| 4.  | a-moll   | op. 98   | 1. (Tempo moderato) 2. Intermezzo 3. Fuga chromatica                    | 1876            | Gewidmet Seymour Egerton. Der 1. Satz zitiert den Tonus peregrinus als Seitenthema, der 3. Satz schließt mit einer Reprise dieses Psalmtons ab. Eine inhaltliche Verbindung mit dem auf diesen Ton gesungenen Magnificat ist damit nicht beabsichtigt, die gelegentlich zu lesende Bezeichnung als „Magnificat-Sonate“ nicht original. Den 2. Satz bearbeitete Rheinberger 1888 als „Andante pastorale“ für Oboe und Orgel, sowie 1890 als 2. Satz „Die Hirten“ in der Weihnachtskantate „Der Stern von Betlehem“ op.164. |
| 5.  | Fis-Dur  | op. 111  | 1. (Grave – Allegro moderato) 2. (Adagio non troppo) 3. Finale          | 1878            | Gewidmet Theodore Gouvy. |
| 6.  | es-Moll  | op. 119  | 1. Preludio 2. Intermezzo 3. Marcia religiosa 4. Fuga                   | 1880            | |
| 7.  | f-Moll   | op. 127  | 1. Preludio 2. (Andante) 3. Finale                                      | 1881            | Gewidmet Carl Greith. Den 2. Satz bearbeitete Rheinberger 1889 als „Rhapsodie“ für Oboe und Orgel. |
| 8.  | e-Moll   | op. 132  | 1. Fuge 2. Intermezzo 3. Scherzoso 4. Passacaglia                       | 1882            | Die Passacaglia veröffentlichte Rheinberger später in einer freien Bearbeitung für Klavier. Eine weitere, nach f-Moll transponierte Bearbeitung für großes Orchester kombiniert die Passacaglia mit der Introduktion des 1. Satzes und einem neuen Schluss. |
| 9.  | b-Moll   | op. 142  | 1. Präludium 2. Romanze 3. Fantasie und Fuge                            | 1885            | Gewidmet Alexandre Guilmant. |
| 10. | h-Moll   | op. 146  | 1. Präludium und Fuge 2. Thema mit Veränderungen 3. Fantasie und Finale | 1886            | |
| 11. | d-Moll   | op. 148  | 1. Agitato 2. Cantilene 3. Intermezzo 4. Fuge                           | 1887            | |
| 12. | Des-Dur  | op. 154  | 1. Fantasie 2. Pastorale 3. Introduktion und Fuge                       | 1888            | Gewidmet Alexander Wilhelm Gottschalg. |
| 13. | Es-Dur   | op. 161  | 1. Fantasie 2. Canzone 3. Intermezzo 4. Fuge                            | 1889            | Gewidmet Paul Homeyer. |
| 14. | C-Dur    | op. 165  | 1. Präludium 2. Idylle 3. Toccata                                       | 1890            | |
| 15. | D-Dur    | op. 168  | 1. Fantasie 2. (Adagio) 3. Introduktion und „Ricercare“                 | 1891            | |
| 16. | gis-Moll | op. 175  | 1. (Allegro moderato) 2. Skandinavisch 3. Introduktion 4. Fuge          | 1893            | |
| 17. | H-Dur    | op. 181  | 1. Fantasie 2. Intermezzo 3. Introduktion und Fuge                      | 1894            | „Fantasie-Sonate“ |
| 18. | A-Dur    | op. 188  | 1. Fantasie 2. Capriccio 3. Idylle 4. Finale                            | 1897            | |
| 19. | g-Moll   | op. 193  | 1. Präludium 2. Provençalisch 3. Introduction und Finale                | 1899            | Gewidmet Heinrich Reimann. Der 2. Satz verwendet die Melodie J'aim la flour de valour von Guillaume de Machaut. |
| 20. | F-Dur    | op. 196  | 1. Präludium 2. Intermezzo 3. Pastorale 4. Finale                       | 1901            | Untertitel: „Zur Friedensfeier“ |

## Rezeption
Befreundete Kollegen und zeitgenössische Organisten schätzten die Sonaten Rheinbergers sehr. Belegt sind Aufführungen vollständiger Sonaten z. B. durch Alexandre Guilmant in Paris, Heinrich Reimann in Berlin, Paul Homeyer in Leipzig und Karl Straube. Carl Piutti spielte drei Sätze aus der 6. Sonate 1899 zur Einweihung der neuen Sauer-Orgel der Thomaskirche in Leipzig. Guilmant spielte die 12. Sonate 1904 anlässlich der Weltausstellung in St. Louis (USA).
In Deutschland ließen die Aufführungen im Zuge der Orgelbewegung nach, in der Nachkriegszeit wurde der Komponist nahezu vergessen. Mit der Wiederentdeckung romantischer Werke und romantischer Instrumente wird auch Rheinberger seit den 1980er Jahren wieder vermehrt aufgeführt, wobei – anders als zu seinen Lebzeiten – inzwischen seine Orgelmusik und geistliche Chormusik die bekanntesten Teile seines Schaffens darstellen. In England und den USA gibt es dagegen eine ungebrochene Aufführungstradition, begründet unter anderem durch amerikanische Kompositionsschüler Rheinbergers.
Im historischen Rückblick gehören Rheinbergers Beiträge zu den qualitativen Höhepunkten einer „inflationären Blüte“ von Orgelsonaten in Deutschland im 19. Jahrhundert.

„Trotz gelegentlicher Schwächen und Niveauunterschiede innerhalb seiner Orgelsonaten kann Rheinbergers Bedeutung für diese Gattung im 19. Jahrhundert nicht leicht überschätzt werden. Von den Komponisten, die sich überhaupt mit der Orgelsonate befaßten, war er nach Mendelssohn der bedeutendste.“